# 천명 (1989년 드라마)
《천명》은 1989년 4월 3일부터 1989년 10월 6일까지 방송된 한국방송공사 2TV 일일연속사극이다. 혜경궁 홍씨와 사도세자의 이야기를 그린 KBS2 텔레비전의 일일 사극 《하늘아 하늘아》의 후속작이다.
한편, 1989년 5월 4일 방송분에서 여인이 겉치마를 벗어내리는 장면 - 목뒤를 애무하는 장면 - 정사를 전후하여 성적관계를 암시하는 장면 등이 여과없이 방영되어 같은 달 17일 방송심의위원회로부터 시정권고를 받았고 지나치게 남녀관계묘사에 편중하여 사극으로서의 묘미를 잃었다는 혹평을 받았다.

## 소개
시대는 조선 중종 ~ 조선 명종 시대이며, 당쟁에 휘말려 희생자가 된 어느 모녀가 시련을 극복하는 내용과 중종반정 이후 공신과 관료들의 권력 다툼, 파벌 대립 등을 소재로 한 팩션 사극으로, 양반 관료가 아닌 민중의 입장에서 시대를 경험하고 받아들이는 것도 소재로 등장한다.

## 등장 인물
- 박순애 : 설화 역
- 유동근 : 승원도령 역
- 한혜숙 : 백운당 역
- 임혁주
- 정혜선
- 정동환 : 원삼 역
- 이순재
- 김기섭 : 송하성(설화 생부) 역
- 이춘식
- 견미리
- 백준기
- 송재호
- 한진희
- 민욱
- 임옥경
- 이치우
- 김인태
- 김순철 : 도섭(설화 양아버지) 역
- 윤미라
- 김종결
- 김서라
- 민지환
- 미상 : 정난정 역